# Pino III. Ordelaffi
Pino III. Ordelaffi (* 11. März 1436 in Forlì; † 10. Februar 1480 ebendort) war von 1466 bis 1480 Herr von Forli.

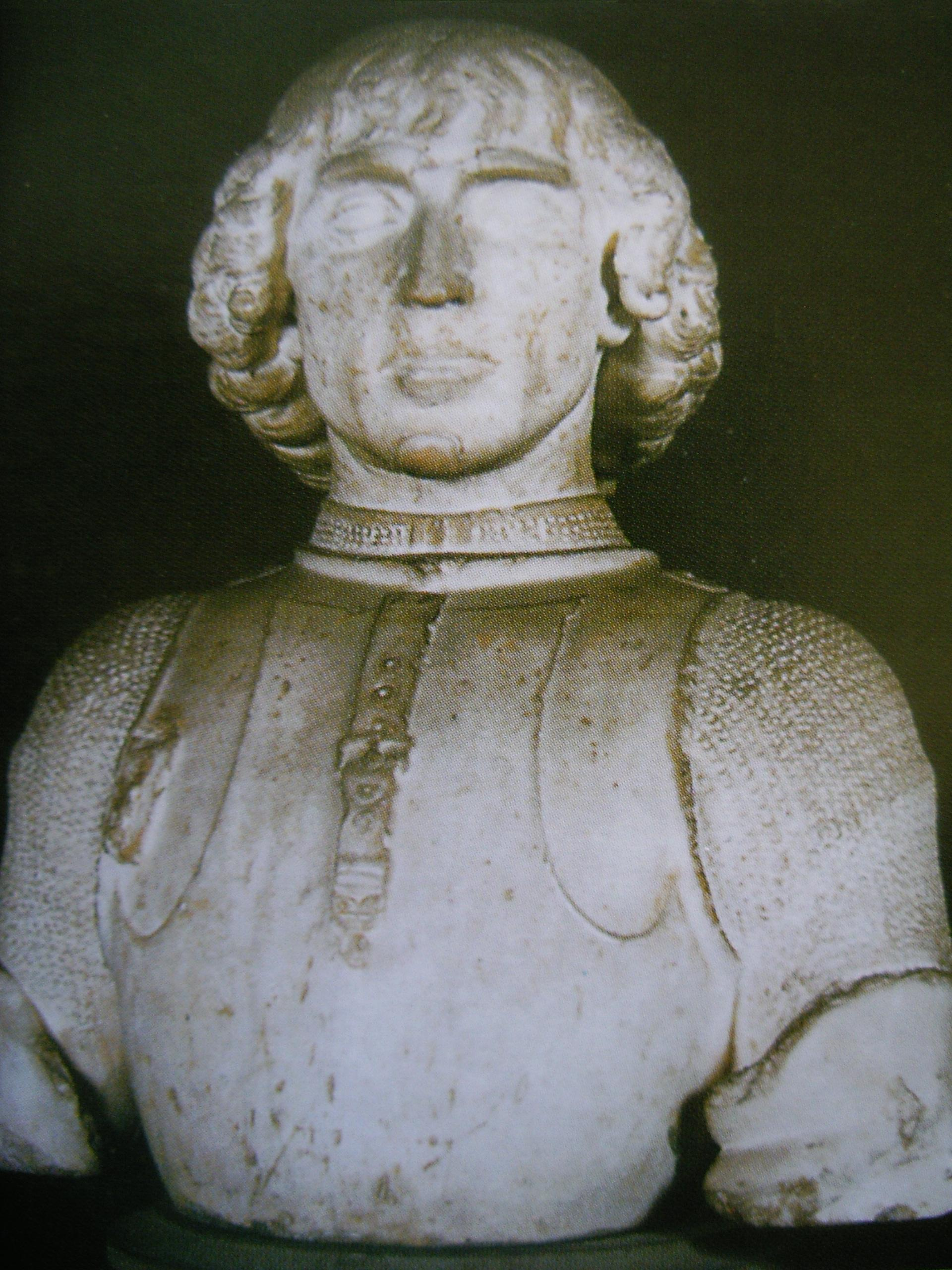
Pino III. Ordelaffi
(Büste von Francesco di Simone Ferrucci, Pinacoteca Comunale di Forlì)

Wappen der Ordelaffi

## Leben

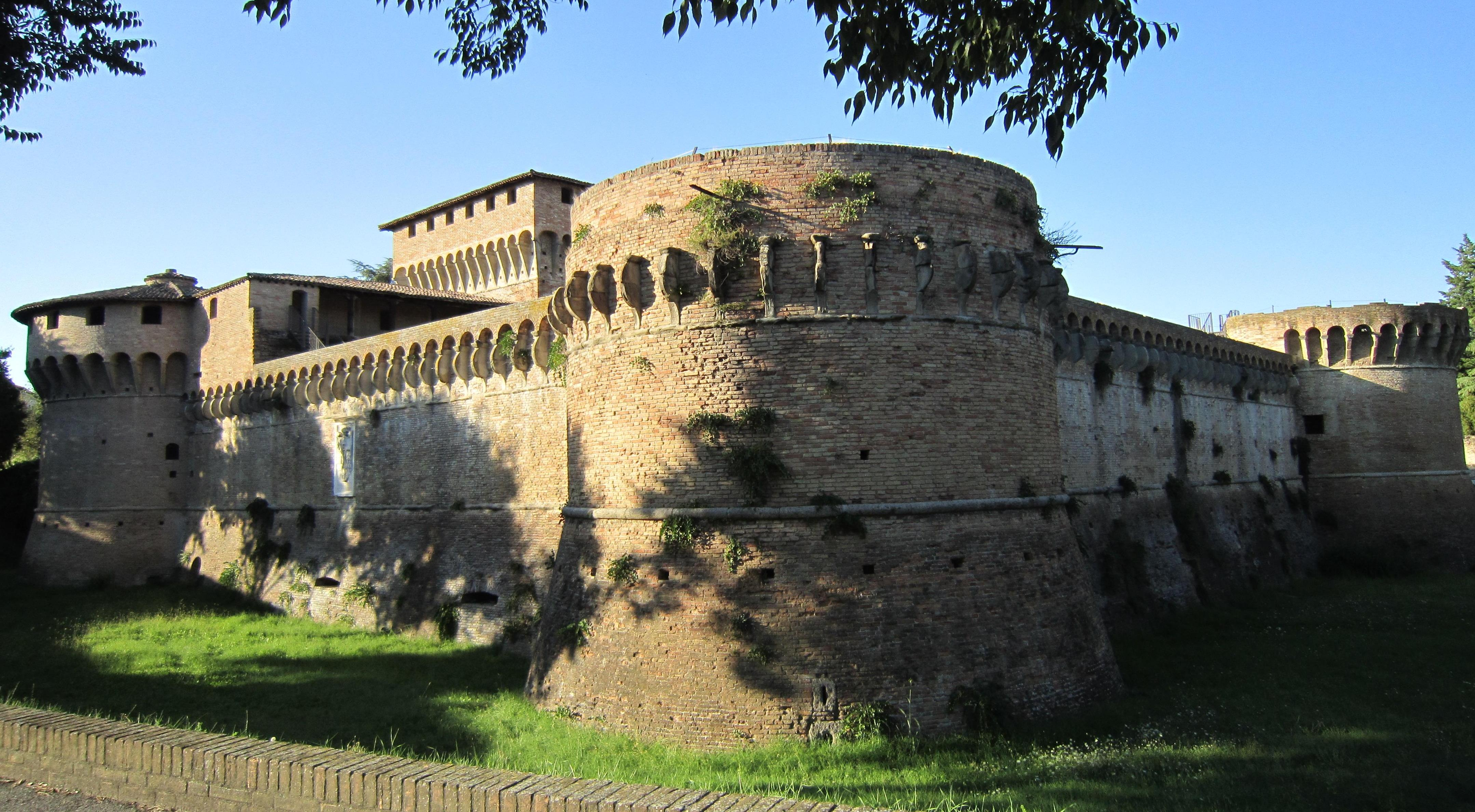
Rocca di Ravaldino

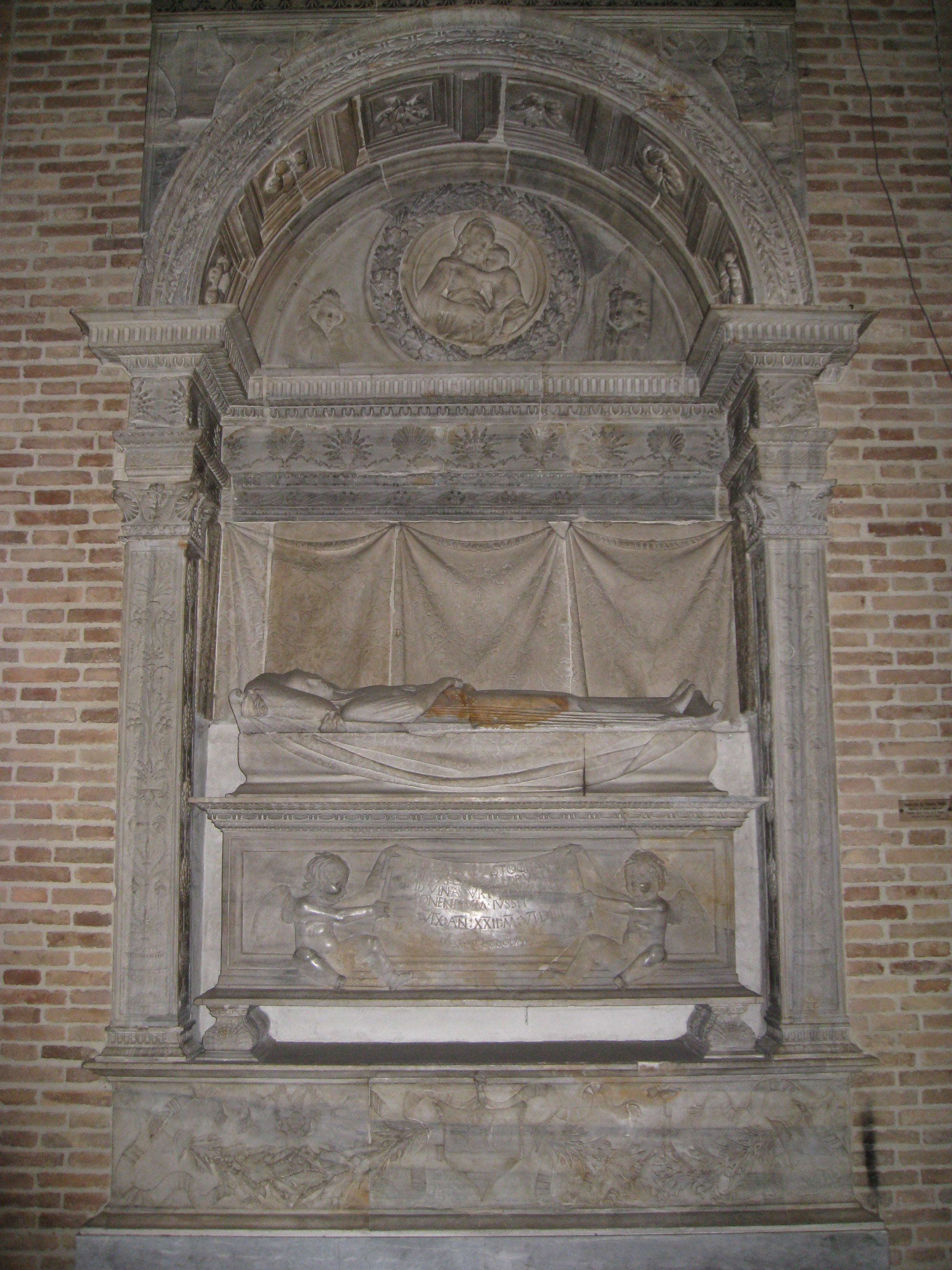
Die Grabstätte von Barbara Manfredi

Pino war der Sohn von Antonio Ordelaffi und Caterina Rangoni, Bruder von Francesco IV. genannt Cecco, dessen Nachfolger er wurde. In erster Ehe heiratete er Barbara Manfredi, dann Zaffira Manfredi (gestorben 1473) und schließlich Lucrezia Pico della Mirandola. Er hatte keine legitimen Nachkommen.
Barbara Manfredi, Tochter des Fürsten von Faenza Astorre II. oder Astorgio II., war im Alter von sieben Jahren Pino versprochen worden, den sie 1462 tatsächlich heiratete. Ihre Verbindung war aufgrund der tragischen Ereignisse und angeblichen Verbrechen, die sie begleiteten, eher unerfreulich.
1463 wurde der schwer erkrankte Pino verdächtigt, seinen Bruder Francesco mit Arsen vergiftet zu haben. Später erholte sich Pino. In einem anderen Zeitraum war es jedoch Francesco, der 1466 erkrankte, und Barbara Manfredi versuchte ihrerseits vergeblich, auch ihn zu vergiften, schließlich wurde er von einem Offizier erstochen.
Pino wurde somit Herr von Forlì, eine Position, die er auch dank der Unterstützung der mächtigen venezianischen Republik festigte, die viele Interessen im Gebiet der Ordelaffi hatte.
Die erwähnten besonderen Ereignisse nahmen jedoch kein Ende: Pino's Frau, Barbara, starb plötzlich und ihr Vater vermutete sofort, dass ihr Mann sie aus Eifersucht vergiftet haben könnte.
Die Beziehung zu den Manfredi von Faenza war ernsthaft gefährdet und Pino wandte sich daher an die Manfredi von Imola. Auch die zweite Gemahlin, Zaffira Manfredi, starb unerwartet nach zwei Jahren Ehe. Bei der dritten ging es dagegen besser, Lucrezia Pico, die Pino überlebte, wurde aber stillschweigend beschuldigt ihn vergiftet zu haben.
Um seine Zuneigung zu Barbara Manfredi zu zeigen, ließ Pino zum Gedenken von Francesco di Simone Ferrucci da Fiesole ein wunderschönes Grabdenkmal anfertigen, das ursprünglich in der Kirche San Biagio in San Girolamo in Forlì aufgestellt war, die während des Zweiten Weltkriegs durch einen Bombenangriff zerstört wurde, und heute in der eindrucksvollen Abtei San Mercuriale in Forlì zu sehen ist.
Der drittletzte Herr von Forlì setzte sich aktiv für das Wohl seiner Untertanen ein und unter seiner Verwaltung kam es zu Wohlstand und einer Steigerung des Ansehens des Hofes. Er war ein engagierter Mäzen und förderte begabte Künstler. Er bereicherte den Stadtpalast und befestigte die Festung von Ravaldino, ließ neue Kirchen bauen und schmückte sie mit Kunstwerken aus.
Pino starb am 10. Februar 1480 im Alter von 44 Jahren. Er wurde während eines Abendessens im Haus seines Hofsekretärs Luffo Numai von seiner Frau Lucrezia Pico vergiftet. Er wurde in der Kirche von San Girolamo in Forlì beigesetzt. Sein Vermögen hinterließ er seinen leiblichen Kindern Caterina und Sinibaldo II. Letzterer folgte ihm im Alter von 12 Jahren für kurze Zeit unter der Vormundschaft von Lucrezia Pico: Am 8. Juli 1480 verbreitete sich jedoch die Nachricht vom Tod des Kindes, dessen Leiche jedoch nie gefunden wurde.
Der letzte Herr von Forlì war Antonio Maria Ordelaffi, Sohn seines Bruders Francesco IV. Ordelaffi, der zwischen 1503 und 1504 regierte, nach der Verwaltung von Caterina Sforza und der Besetzung durch Cesare Borgia. Das Gebiet wurde dem Kirchenstaat angegliedert.